# Binnenlandse Veiligheidsdienst
De Binnenlandse Veiligheidsdienst (BVD) was een Nederlandse geheime dienst die was belast met het handhaven van de binnenlandse veiligheid en het tegengaan van buitenlandse inmenging. De BVD werd in 1949 opgericht en in 2002 omgevormd tot de Algemene Inlichtingen- en Veiligheidsdienst (AIVD). 
Gedurende het grootste deel van zijn bestaan was de dienst gericht op de bestrijding van het communisme. Diverse succesvolle operaties op dat gebied verschaften de BVD bij zijn buitenlandse partners een zeer goede reputatie.

## Oprichting en wettelijke taak
De Binnenlandse Veiligheidsdienst werd ingesteld bij een geheim koninklijk besluit van 8 augustus 1949. De BVD was de opvolger van de Centrale Veiligheidsdienst (CVD), die op zijn beurt in april 1946 was voortgekomen uit het op 23 mei 1945 opgerichte Bureau Nationale Veiligheid (BNV).
Volgens het koninklijk besluit van 1949 ressorteerde de BVD onder het ministerie van Binnenlandse Zaken. De BVD had als taak:
- Het inwinnen van gegevens over staatsgevaarlijke personen en extremistische stromingen
- Het bevorderen van veiligheidsmaatregelen
- Al hetgeen noodzakelijk is voor het goed functioneren van de dienst
- Contact onderhouden met buitenlandse inlichtingen- en veiligheidsdiensten

De taak van de BVD was dus beperkt tot binnenlandse dreigingen. Voor het vergaren van inlichtingen uit het buitenland was er sinds 1946 de Buitenlandse Inlichtingendienst (BID), die in 1972 werd hernoemd tot Inlichtingendienst Buitenland (IDB). Op 1 januari 1994 is deze dienst opgeheven.
Op 5 augustus 1972 kwam er een nieuw koninklijk besluit met regels voor de Nederlandse geheime diensten. De eerste wet in formele zin was de Wet op de inlichtingen- en veiligheidsdiensten van 3 december 1987. Deze werd gevolgd door de Wet op de inlichtingen- en veiligheidsdiensten 2002 (Wiv 2002). Met het van kracht worden van deze wet werd de BVD op 29 mei 2002 omgedoopt tot Algemene Inlichtingen- en Veiligheidsdienst (AIVD).

## Organisatie

### Dienstleiding

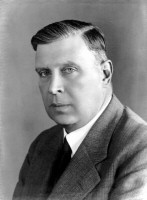
Louis Einthoven, hoofd van de BVD van 1949 tot 1961.

Het eerste hoofd van de BVD was Louis Einthoven, die op autoritaire wijze de dienst vrijwel geheel naar eigen inzicht opbouwde, naar voorbeeld van het Britse MI5 en in nauwe samenwerking met de Amerikaanse CIA. Hoe goed de band met de CIA doorgaans ook was, Einthoven had wel duidelijk gemaakt dat Amerikaanse activiteiten zonder medeweten van de BVD absoluut niet getolereerd zouden worden. Meerdere keren zou dan ook een bureauhoofd van de CIA het land uitgezet worden.
Als het devies van de dienst koos Einthoven Per undas adversas (tegen de stroom in), ontleend aan de spreuk "Levende vissen zwemmen tegen de stroom in, alleen de dooie drijven mee", die hij in 1937, als politiecommissaris in Rotterdam, in gecalligrafeerd Latijn had gekregen van pater Bonaventura Kruitwagen. Een eerste grafische uitbeelding van deze spreuk was het kunstwerk dat Einthoven bij zijn afscheid in 1961 van het personeel cadeau kreeg, waaruit later het logo van de BVD en de AIVD ontstond.
Louis Einthoven werd na zijn pensionering op 1 april 1961 opgevolgd door Koos Sinninghe Damsté, die sinds 1955 plaatsvervangend hoofd was geweest. Hij voerde een reorganisatie door en stelde de zogeheten Aurora-besprekingen in, waarbij het hoofd, zijn plaatsvervanger en de afdelingshoofden enkele malen per week de actuele ontwikkelingen bespraken.
Vanaf september 1967 tot en met januari 1977 was Andries Kuipers hoofd van de dienst en onder zijn leiding werd de BVD iets minder besloten. De dienst werd onder meer opgenomen in het telefoonboek en Kuipers verscheen in 1968 als eerste hoofd van de BVD op televisie waar hij werd geïnterviewd door Jaap van Meekren. Daarnaast knoopte hij contacten aan met grote kranten en tijdschriften, maar kon hiermee het vaak negatieve imago van de dienst slechts zeer beperkt bijsturen.

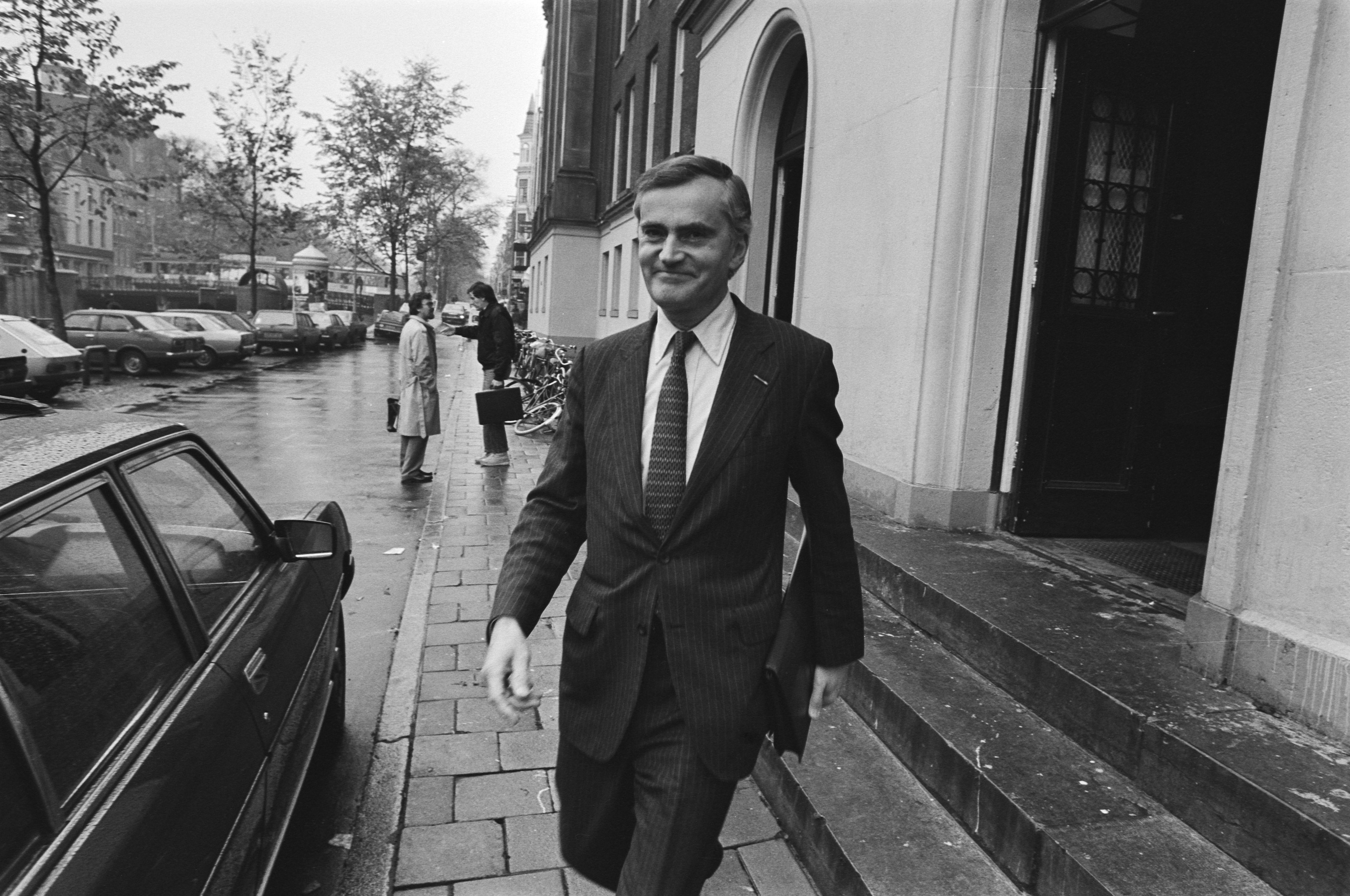
Pieter de Haan (1984)

Als zijn opvolger had Kuipers de buitenstaander Pieter de Haan binnengehaald, die een zeer formalistische bestuursstijl had en dingen grotendeels bij het oude wilde laten. Toch wist hij op beslissende momenten de belangen van de BVD te verdedigen en verscheen in dat kader op 28 december 1981 in het televisieprogramma van Sonja Barend. De Haan vertrok per 1 februari 1986 en werd opgevolgd door Aart Blom, die gedurende 25 jaar meerdere leidinggevende functies binnen de dienst vervuld had en bekend stond als een introverte en bedachtzame intellectueel.

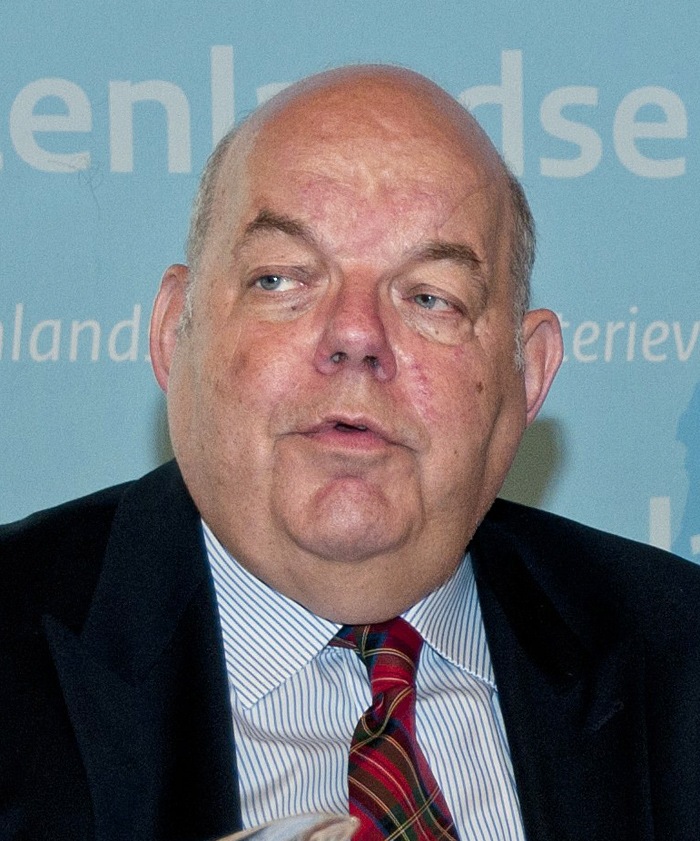
Arthur Docters van Leeuwen, hoofd van de BVD van 1989 tot 1995.

Per 1 februari 1989 werd Arthur Docters van Leeuwen het nieuwe hoofd van de BVD. Hij paarde een groot denkvermogen aan een overdonderende aanpak en werd daarmee door het ministerie bij uitstek geschikt geacht om de dienst grondig te moderniseren, een taak die hij voortvarend ter hand nam. Pas negen maanden na het vertrek van Docters werd, per 1 november 1995, volledig onverwacht de buitenstaander viceadmiraal Nico Buis tot hoofd van de BVD benoemd. Met zijn ruwe aanpak zat hij hier echter niet op zijn plaats en zodoende diende hij al op 3 februari 1997 zijn ontslag in.
Na de ingrijpende veranderingen onder Docters van Leeuwen en Buis kreeg de BVD per 1 september 1997 met voormalig politie-chef Sybrand van Hulst iemand die een meer evenwichtige koers voer en meer ruimte liet voor de eigen verantwoordelijkheid van de medewerkers. De dienst had in dat jaar een budget van 76 miljoen euro en 559 mensen in dienst. Onder Van Hulst werd de nieuwe Wet op de inlichtingen- en veiligheidsdiensten 2002 (Wiv 2002) door de Tweede Kamer geloodst, waarbij de BVD de buitenlandse inlichtingentaak van de in 1994 opgeheven Inlichtingendienst Buitenland (IDB) erbij kreeg en werd omgevormd tot de AIVD. Het plan om de BVD om te dopen tot Inlichtingen- en Veiligheidsdienst (IVD) was al in 1996 onder diensthoofd Nico Buis ontstaan, die er persoonlijk nog het 'Algemene' aan toevoegde. Van Hulst zou nog tot 2007 leiding geven aan de AIVD en was daarmee het eerste dienshoofd dat twee termijnen vervulde.

### Organisatiestructuur
Blijkens een organogram gepubliceerd door de stichting Argus had de BVD tot aan de reorganisatie van 1992 de volgende organisatiestructuur, waarbij de oorspronkelijke afdelingen in 1975 omgedoopt werden tot directies:
- Hoofd van de BVD (HBVD) en het plaatsvervangend hoofd van de BVD (PHBVD)
  - Hoofd Kabinet (HK) waaronder ressorteerden het secretariaat van de dienstleiding, de juridisch adviseurs (KJA), de Exploitatie Buitenland (KEB) en de Verbindingen Binnenland (KVB).
  - Stafafdeling Buitenlandse Politiek (SBP)

Vervolgens kwamen de verschillende directies en afdelingen van de dienst:
- Afdeling ACD: Administratie & Centrale Documentatie
- Directie B, verantwoordelijk voor staatsgevaarlijke organisaties, bestaande uit:
  - Afdeling BC: Communistische & Geheime Politieke Beïnvloeding
  - Afdeling BF: Frontorganisaties & andere antidemocratische organisaties
  - Afdeling BT: Terrorisme & politiek gewelddadig activisme (sinds 1985)
  - Afdeling BOA: Operaties Amsterdam
  - Afdeling BOP: Operaties Politie
  - Afdeling BSO: Speciale Operaties (zoals Operatie Mongool)
  - Bureau BV: Verwerking en operationeel archief
- Directie C, verantwoordelijk voor contraspionage, bestaande uit:
  - Afdeling CR: Rusland
  - Afdeling CS: Satellietlanden CWP & Cuba
  - Afdeling CD: DDR
  - Afdeling CP: China, Midden-Oosten & Molukkers
  - Afdeling CTO: Technische Operaties
  - Stafbureau CAZ: Algemene Zaken
- Afdeling D, verantwoordelijk voor beveiligingsbevordering, bestaande uit:
  - Afdeling DIB: Industrie & Defensie-orderbedrijven
  - Afdeling DOB: Overheid, departementen e.d.
  - Bureau DPO: Persoonsonderzoeken (administratie)
- Afdeling E, bestaande uit diverse ondersteunende diensten, waaronder:
  - Afdeling E-IX: Recherche, Veiligheidsonderzoeken
  - Afdeling E-XIII: Volg- & Observatieploegen
  - Afdeling EJ: Transcriptie van T-acties & M-acties
  - Afdeling EO: Opleidingen
- Afdeling FID: Financiën & Inwendige Dienst, Kas, Gebouwen & wagenparkbeheer
- Afdeling G: Automatisering
- Afdeling P&O: Personeel & Organisatie
- Afdeling TD: Technische Dienst

De Stafafdeling Buitenlandse Politiek (SBP) werd sinds 1964 geleid door jhr. Ad de Jonge (alias de rode jonker), die in 1952 als eerste sociaaldemocraat in een hogere functie benoemd werd en als analist internationale faam verwierf. Medewerkers van de CIA noemden hem "the brains of the BVD". Na de SBP was De Jonge tot zijn pensionering in 1976 hoofd van Directie B. Te zijner nagedachtenis werd in 2012 aan de Universiteit van Amsterdam (UvA) het Ad de Jonge Centrum voor Inlichtingen- en Veiligheidsstudies geopend, dat in 2016 opging in het Institute of Security and Global Affairs (ISGA) van de Universiteit Leiden.
Binnen Directie B behoorden Herman Neervoort (alias Hassan) en Piet Gerbrands tot de belangrijkste en meest getalenteerde chefs op operationeel gebied, waarbij Neervoort onder meer verantwoordelijk was voor project Toekomst en project Mongool (zie onder). Gerbrands werd in de jaren zestig hoofd van Directie C, maar geraakte steeds meer in de ban van de complottheorieën van KGB-overloper Anatoliy Golitsyn en CIA-contraspionagechef James Jesus Angleton en toen hij door Neervoort gepasseerd werd als plaatsvervangend hoofd van de dienst stapte Gerbrands in 1967 over naar de Buitenlandse Inlichtingendienst (BID).
Afdeling BOA (Operaties Amsterdam) hield zich bezig met het verzamelen van inlichtingen over communistische en later terroristische groeperingen in Amsterdam. Hiertoe beschikte de BVD van eind jaren zestig tot kort na 1986 over een afdeling die in het Rijkskledingmagazijn in de Oranje-Nassau Kazerne aan de Sarphatistraat gevestigd was. Wapens die agenten in bezit kregen bij het infiltreren in dergelijke organisaties werden ook daar bewaard.

#### Reorganisatie onder Docters van Leeuwen
Diensthoofd Arthur Docters van Leeuwen zette direct na zijn aantreden in februari 1989 een grondige reorganisatie van de BVD in gang die in 1992 als afgerond werd beschouwd en de volgende vijf onderdelen omvatte:
- Zorgen dat de afnemers van de dienst (politici, bestuurders, wetenschappers, etc.) de inlichtingen krijgen die ze nodig hebben. Het verzamelen van gegevens mocht geen doel op zich meer zijn en ook open bronnen moesten beter benut worden;
- Versterking van het draagvlak voor de dienst in de politiek, het openbaar bestuur en de samenleving. Hiertoe werd onder meer een klankbordgroep ingesteld en werd sinds 1991, naar Australisch voorbeeld, een openbaar jaarverslag gepubliceerd;
- Goede zorg voor de medewerkers die een andere functie kregen of de dienst moesten verlaten, er kwam namelijk een geheel nieuwe organisatiestructuur en het aantal formatieplaatsen werd teruggebracht van 637 naar 580;
- Korte lijnen in plaats van lange bureaucratische ketens en ver doorgevoerde compartimentering. Het klassieke strikte onderscheid tussen verwerven/inwinnen en verwerken/analyseren werd doorbroken door projectmatig werken (PMW) in gemengde teams;
- Professionalisering van Planning, Informatie, Organisatie en Financiën (PIOF).

In de praktijk konden veel dienstmedewerkers niet voldoen aan de hoge eisen die deze nieuwe structuren en methodes met zich meebrachten en voelden ze te weinig waardering voor de wijze waarop zij van oudsher hun operaties uitvoerden. Het nieuwe diensthoofd Nico Buis nam echter direct afstand van de intellectuele benadering van zijn voorganger en zette de operationele activiteiten weer op de eerste plaats, al moest dat allemaal wel hiërarchischer en efficiënter. Onder Sybrand van Hulst werd vervolgens ook de matrixstructuur van Docters vereenvoudigd.
De reorganisatie door Docters van Leeuwen resulteerde in een nieuwe structuur met drie primaire directies (D2 t/m D4, overeenkomstig de taken volgens de Wiv) en drie ondersteunende directies (D1, D5 en D6):
- D1: Directie Strategie, Planning en Control
- D2: Directie Democratische Rechtsorde
- D3: Directie Staatsveiligheid
- D4: Directie Overige Gewichtige Belangen
- D5: Directie Operationele Ondersteuning
- D6: Directie Bedrijfsvoering

Van 1996 tot 1999 vervulde Rita Verdonk, als eerste vrouw op dat niveau, de functie van directeur Staatsveiligheid en van 1998 tot 2003 was Erik Akerboom directeur Democratische Rechtsorde. Daarnaast werkten zowel de vader van Theo van Gogh als de vader van Tomas Ross bij de BVD.

### Interne zaken en samenwerkingen
Voor overleg over interne aangelegenheden kende de BVD aanvankelijk een Overlegcommissie (OC), die eind jaren tachtig werd vervangen door een Ondernemingsraad (OR) conform de wettelijke vereisten.
Voor de medewerkers van de BVD was er een personeelsblad getiteld 'Het Spionnetje' waarin regelmatig ook kritische geluiden te horen waren. Toen diensthoofd Pieter de Haan in 1980 probeerde deze kritiek te beteugelen, begonnen enkele medewerkers een alternatief personeelsblad genaamd 'Dubbelspion'. In november 1988 verscheen opnieuw een kritische uitgave, dit keer onder de titel 'Het Dubbelspionnetje'. Medio jaren negentig werd Het Spionnetje vervangen door het professionelere tijdschrift 'BVD Magazine'.
Hoewel de BVD in eerste instantie alleen verantwoordelijk was voor de binnenlandse veiligheid, beschikte de dienst toch over liaisonofficieren op enkele Nederlandse ambassades in het buitenland. Tegen het eind van de jaren negentig was dit echter alleen nog het geval in Washington en Singapore.
Binnenlands werkte de BVD samen met de Politie Inlichtingendiensten (PID's) en hun opvolgers, de Regionale Inlichtingendiensten (RID's) van de politie, die als voorposten fungeerden voor het op lokaal en regionaal niveau verzamelen van inlichtingen en het runnen van informanten. In de ogen van de BVD opereerden deze politiemedewerkers niet altijd even professioneel, terwijl de politie vond dat ze veel leverde, maar zelden of nooit iets terugkreeg, waardoor deze samenwerking vaak ronduit stroef verliep. Ook de verhouding met de inlichtingendiensten van de marine, de landmacht en de luchtmacht en de latere Militaire Inlichtingendienst (MID) was door bureaucratische rivaliteit en/of onverenigbare karakters van de diensthoofden doorgaans erg moeizaam.

### Huisvesting

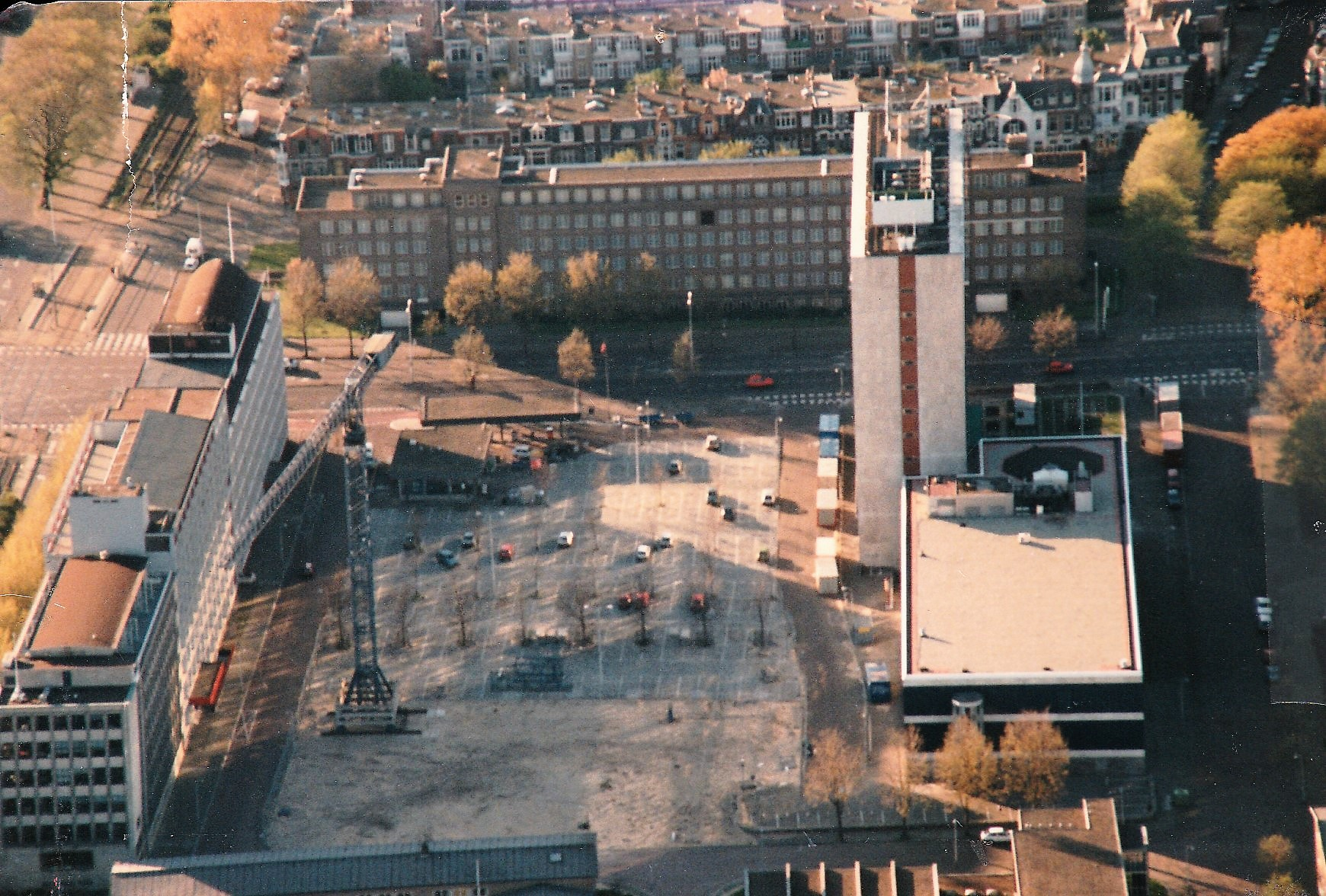
Tegen de achtergrond het bakstenen gebouw aan de President Kennedylaan in Den Haag waar de BVD van 1957 - 1993 gehuisvest was

Aanvankelijk was de BVD gehuisvest in acht particuliere woningen in Den Haag, maar omdat dit veiligheidsrisico's opleverde en de dienst snel groeide, wist Einthoven te bereiken dat speciaal voor de BVD een nieuw pand gebouwd werd aan de Stadhouderslaan, later President Kennedylaan 25, waar de dienst in 1957 zijn intrek nam.
In de jaren 1950 en 1960 stonden op het dak van dit hoofdkantoor een reeks hoge antennes, die in 1949 op last van Louis Einthoven voor 25.000,- gulden waren aangeschaft. Ze waren bedoeld voor middengolfuitzendingen met gecodeerde nepberichten richting de DDR, bedoeld om de Oost-Duitse veiligheidsdienst Stasi de indruk te geven als zou er een groot Nederlands agentennetwerk actief zijn. Achteraf bleek dat het bereik van deze "zender van Einthoven" te gering was.
Het hoofdkantoor had een aparte aanbouw, die intern bekend stond als "de puist", waar sinds het aantreden van Andries Kuipers in 1967 de kamers van het hoofd, zijn plaatsvervanger en zijn secretariaat gevestigd waren, gescheiden van het hoofdgebouw waar het overige personeel werkte.
In 1993 verhuisde de dienst naar een pand aan de Dokter Van der Stamstraat in Leidschendam dat speciaal voor het huisvesten van de BVD was gebouwd. Ook opvolger AIVD was hier van 2002 tot eind 2007 gevestigd. Daarna was het gebouw de zetel van het Libanontribunaal. In 2024 kwam het weer ter beschikking van de AIVD.

### Archief
Als onderdeel van de reorganisatie van de BVD door Docters van Leeuwen kondigde hij aan dat het oude archief van de BVD uit de tijd van de Koude Oorlog vernietigd kon worden. Na deze aankondiging in 1990 werd op 11 januari 1991 de Vereniging Voorkom Vernietiging opgericht. Doel hiervan was dat mensen en organisaties over wie de BVD dossiers had aangelegd inzage konden krijgen in hun dossiers en dat dossiers zouden worden bewaard voor historisch onderzoek.
Het archief van de BVD uit de jaren 1949 t/m 1952 werd in 2015 overgebracht naar het Nationaal Archief, waar het openbaar te raadplegen is, met uitzondering van stukken die persoonsgegevens van nog levende personen of informatie over dubbelagenten en samenwerking met buitenlandse diensten bevatten.

## Middelen en methodes

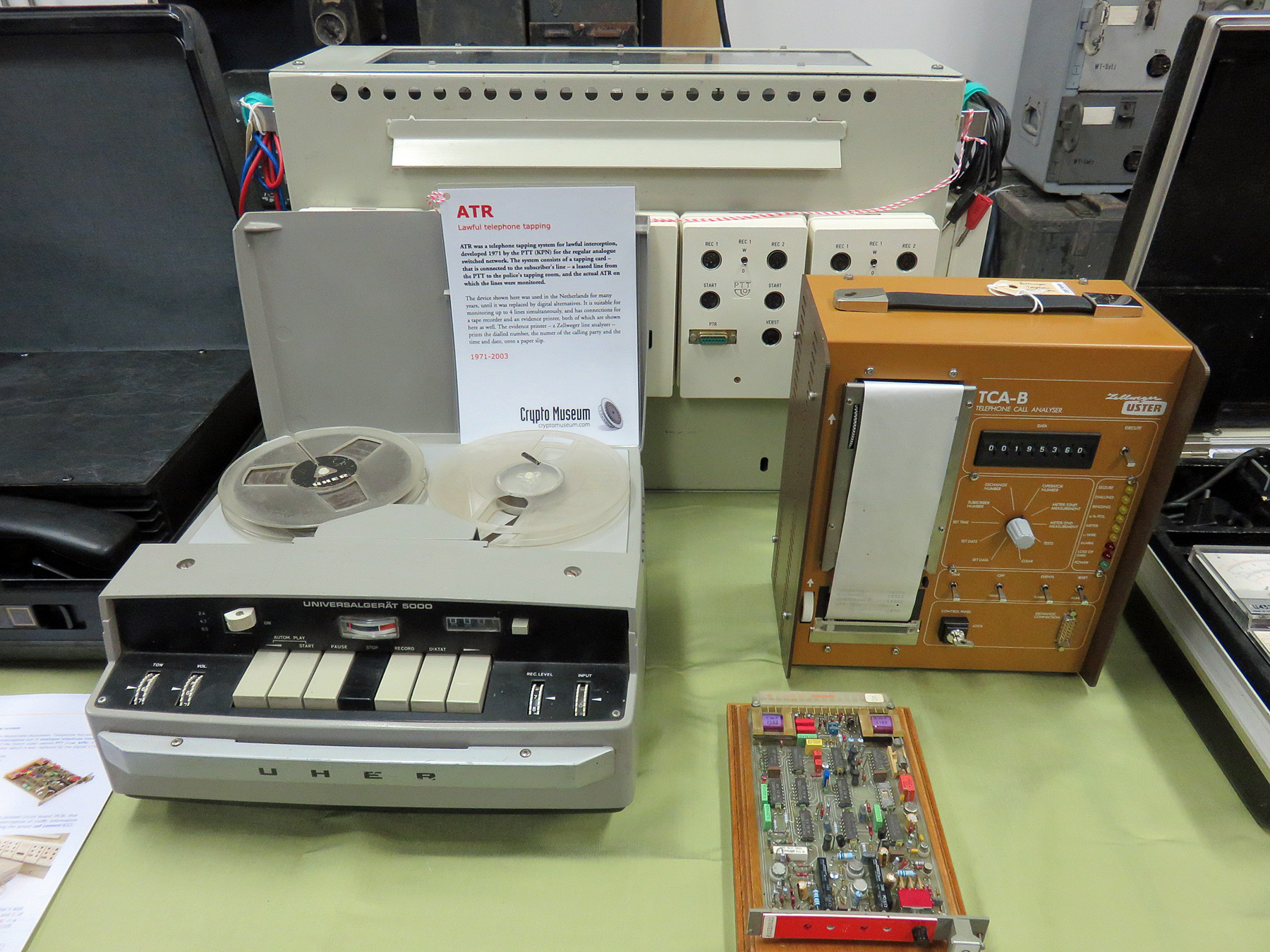
Onderdelen van het Automatische Telefoon Registratie (ATR) systeem dat van 1971 tot 2003 door de PTT en de Nederlandse politie werd gebruikt voor het aftappen van vaste telefoonlijnen.

Om zijn taken uit te voeren stonden de BVD uiteenlopende middelen en methodes ter beschikking. Enkele van de belangrijkste waren:
- M-acties: het plaatsen van een microfoon om gesprekken van een target te kunnen afluisteren, bijvoorbeeld in diens woning, kantoor, auto of op andere plaatsen. Tot 1971 was hiervoor geen ministeriële toestemming vereist, wat dit tot een veelgebruikte methode maakte. De microfoontjes die de BVD gebruikte waren zo nodig microscopisch klein en konden bijvoorbeeld vanuit een naastgelegen ruimte onzichtbaar achter het behang van de af te luisteren kamer worden aangebracht.
- N-acties: de zogeheten numerator-, notabene- of call trace-acties waarbij niet de inhoud van een telefoongesprek werd afgeluisterd, maar alleen werd geregistreerd met welke telefoonnummers vanuit een bepaalde aansluiting contact was geweest. Deze "printgegevens" mochten voor de duur van maximaal twee weken bij de PTT worden opgevraagd na toestemming van het hoofd van de dienst.
- SE-acties: het heimelijk binnendringen van woningen en andere gebouwen (SE staat voor surreptitious entry, oftewel clandestien binnengaan). Dit gebeurde aanvankelijk met name bij de CPN en communistische mantelorganisaties, waarbij dan werd ingebroken om de ledenadministratie en correspondentie te fotograferen. Tegelijk konden dan heimelijk afluistermicrofoons geïnstalleerd worden.
- T-acties: het gericht afluisteren van telefoongesprekken van een target door middel van een telefoontap. Tot 2002 was hiervoor toestemming nodig van zowel de minister-president, de minister van Binnenlandse Zaken, de minister van Justitie als de minister van Verkeer en Waterstaat, waardoor dit bij de BVD geen erg populaire methode was.

Daarnaast werden targets door medewerkers van de BVD gevolgd en geobserveerd, wat vaak ook werd gefilmd met verborgen camera's vanuit een auto of een observatiepost, bijvoorbeeld in een huis tegenover de woning van een bepaald "object", zoals een "target" destijds genoemd werd. Hoewel hiervoor zoveel mogelijk gezagsgetrouwe buren werden uitgezocht, bleken burgers vaak gemakkelijk bereid om mee te werken.
Voor het continue volgen van één persoon was een volgploeg van soms wel twaalf medewerkers nodig. Dit soort werk werd uitgevoerd door de operationele dienst die werd aangeduid als E-XIII. Getraind werden deze medewerkers tijdens een interne opleiding, alsmede door de Britse veiligheidsdienst MI5. Een speciale afdeling van de operationele dienst zorgde dat afluisterapparatuur e.d. werd geïnstalleerd, alleen bij grote operaties werd dat door de technische dienst zelf gedaan.
Na een proefperiode nam de BVD in 1977 officieel zijn eerste computer in gebruik, in eerste instantie ter vervanging van de kaartenbakken, zodat de naslag sneller en makkelijker werd.
Hoewel het externe toezicht door de parlementaire Commissie voor de Inlichtingen- en Veiligheidsdiensten (CIVD) zwak was, hebben de medewerkers van de BVD in de meeste gevallen waarschijnlijk volgens de democratische normen en wettelijke regels gehandeld. Diensthoofd Pieter de Haan zei hierover bij zijn afscheid: "Wij dwingen niemand, wij chanteren niemand. En als dat wel zo zou zijn, ken ik zeker tien BVD'ers die dat onmiddellijk zouden doorspelen naar de pers". Keerzijde hiervan was een sterke bureaucratisering en een verminderde efficiëntie van de dienst.

## Activiteiten

### Contraspionage
Naast het voorkomen van binnenlandse bedreigingen van de nationale veiligheid hield de BVD zich ook bezig met contraspionage, dat wil zeggen het tegengaan van spionage door buitenlandse inlichtingendiensten. Dat gebeurde doorgaans vanuit de ambassade van een land, waar inlichtingenofficieren werkten die zelf informatie verzamelden, agenten aanstuurden of gegevens van informanten ontvingen.
In 1950 begon de BVD met Project A, waarbij via microfoons en telefoontaps alle Oost-Europese, Russische en Chinese ambassades en consulaten in Nederland werden afgeluisterd, een en ander in samenwerking met de CIA, die niet alleen de microfoons en de bandrecorders leverde, maar ook de operatie als geheel financierde, wat neerkwam op zo'n 10% van de totale begroting van de BVD. In 1968 werd deze financiering op last van diensthoofd Dries Kuipers beëindigd. De BVD wist afluisterapparatuur te plaatsen in meubels die bedoeld waren voor onder meer de Russische, Hongaarse en Tsjechische ambassade - speciaal daarvoor had de dienst de 'Diplomatic Antique Shop' opgezet waar diplomaten belastingvrij antieke meubels konden kopen.
Volgens de vroegere CIA-chef in Parijs, Charles Cogan, was het op zo grote schaal afluisteren van communistische diplomatieke vertegenwoordigingen uniek in Europa, wat aangaf dat de relatie van de CIA met de BVD vrijwel net zo nauw was als die met de Israëliërs. Voor de verwerking van al deze taps was er op de bovenste verdieping van het BVD-kantoor een speciale afluistercentrale waar alle lijnen werden doorgezet naar gespecialiseerde vertalers.

#### De Russische en Oost-Duitse ambassades

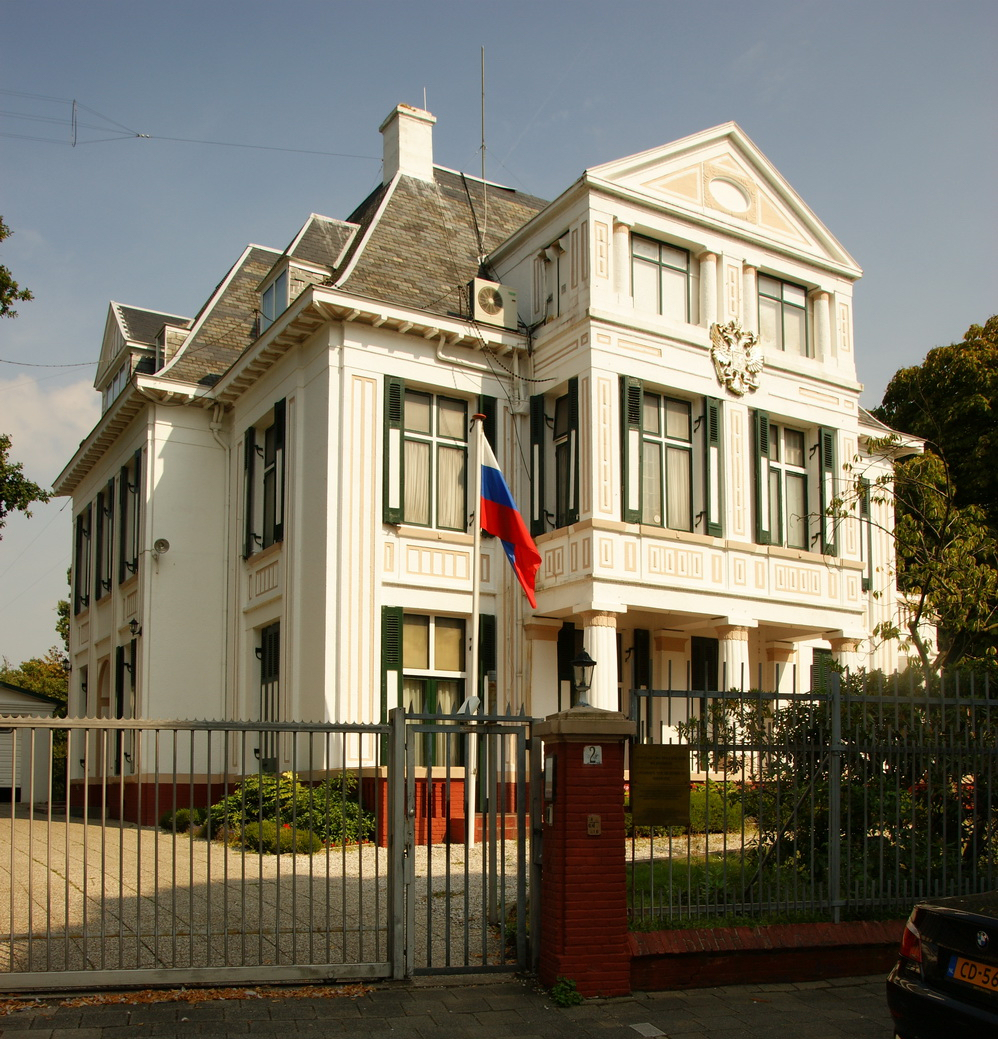
De Russische ambassade in Den Haag

Extra goed in de gaten gehouden werd de Russische ambassade in Den Haag, waar naar schatting 30% van de medewerkers in dienst was van de KGB, dan wel de GRU (de zogeheten "legale residentura"). Op de zolder van een villa tegenover de ambassade had de BVD een observatiepost met een camera, waarmee iedereen die er in of uit ging geregistreerd werd. De BVD had ook een afluistermicrofoon weten te plaatsen in de fauteuil van de Russische ambassadeur, alsmede in de latere Russische militaire missie in Den Haag. Ook vanuit de Russische Handelsdelegatie (RHD) aan het Museumplein in Amsterdam waren medewerkers van de KGB en de GRU actief. Ten slotte onderschepte de BVD ook het radioverkeer tussen de ambassade en de handelsmissie enerzijds en Moskou anderzijds. De versleutelde berichten stuurde de BVD naar de CIA en MI5 die ze ter ontcijfering weer doorstuurden naar de NSA, respectievelijk GCHQ. Omdat er van de NSA nooit iets terugkwam, ging de BVD versterkt met GCHQ verder.
Anders dan bijvoorbeeld de Russen, runden de Oost-Duitsers geen agenten vanuit hun ambassade, maar werd dit rechtstreeks vanuit het hoofdkantoor van de buitenlandse inlichtingendienst van de DDR, de Hauptverwaltung-Aufklärung (HV-A) van het Ministerium für Staatssicherheit (Stasi), gedaan, waar zich ongeveer acht mensen met Nederland bezighielden. Daarnaast waren er Oost-Duitse agenten die rechtstreeks vanuit Oost-Berlijn naar Nederland reisden om politieke en militaire inlichtingen te verzamelen alsmede bedrijfsgeheimen te ontfutselen. Op de Haagse ambassade van de DDR werkten drie of vier medewerkers van de HV-A en de militaire inlichtingendienst VfK, terwijl de ambassadeur doorgaans een medewerker was van de politieke inlichtingendienst Abteilung 3. Wat de BVD niet ontdekte en pas na de val van de muur naar boven kwam, was dat de Stasi haar West-Duitse agenten die opgepakt dreigden te worden via Nederland liet ontsnappen, door ze in Rotterdam de boot naar Rostock te laten nemen.

#### De Pools en Tsjechische ambassades
Ook vanuit de Poolse ambassade in Den Haag en het Poolse consulaat in Amsterdam werd door de Poolse civiele en militaire inlichtingendienst gespioneerd, waarbij de interesse met name bij de Poolse diaspora en de Nederlandse militaire infrastructuur lag. De Nederlandse politie hield het ambassadepersoneel en de Poolse emigranten echter dermate goed in de gaten dat het de Poolse geheime diensten niet of nauwelijks lukte om hier voet aan de grond te krijgen. Daarnaast werden door de BVD alle telefoonlijnen van de Poolse ambassade en het Poolse consulaat afgetapt en waren in beide panden afluistermicrofoons geplaatst.
In 1949 slaagde de BVD er, mogelijk samen met MI6, in om een medewerker van de ambassade van Tsjecho-Slowakije te rekruteren die in 1950 chargé d'affaires werd en zodoende de BVD overal toegang toe kon geven, inclusief de zeer geheime codeboeken voor de versleuteling van het geheime berichtenverkeer. Om onduidelijke redenen wilde de CIA echter niet helpen bij het kraken van berichten die via een one-time pad waren versleuteld. Wel wilde de Amerikanen helpen bij het ongemerkt openen van verzegelde enveloppen uit de kluis van de ambassade. In oktober 1951 liep de betreffende medewerker over naar het Westen en kreeg een nieuw bestaan in Canada.

#### De Chinese ambassade
In 1954 wilde ook de Volksrepubliek China een ambassade in Den Haag openen. Door samenwerking met enkele makelaars kon de BVD in een gemeenschappelijke operatie met de CIA het betreffende pand al voordat de Chinezen er hun intrek namen voorzien van afluisterapparatuur. Deze was zodanig ontwikkeld dat die op afstand uitgeschakeld kon worden wanneer de Chinezen controles op de aanwezigheid van afluistermicrofoons, zogeheten sweeps, uitvoerden. Ook in bijgebouwen was afluisterapparatuur aangebracht, maar deze werd bij een verbouwing in 1963 door de Chinezen ontdekt. Niet lang daarna wist de BVD ze opnieuw te installeren en ook het overlijden van een Chinese arbeider bood gelegenheid om heimelijk een bug van het NRP te plaatsen.

#### Wetenschappelijke dubbelagenten

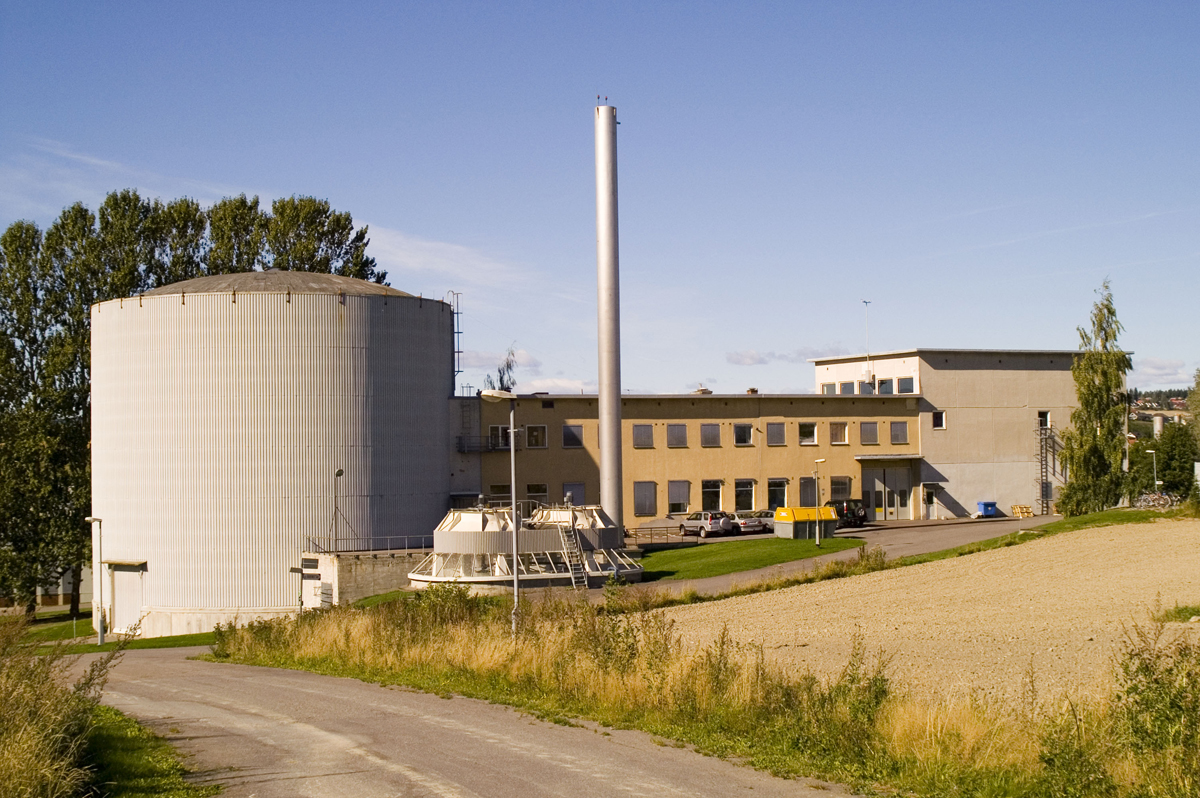
De JEEP II-reaktor in het Noorse Kjeller

Hoewel het uitvoeren van inlichtingenoperaties in het buitenland formeel was voorbehouden aan de Buitenlandse Inlichtingendienst (BID), hield de BVD zich daar bij gelegenheid ook mee bezig. Een belangrijke buitenlandse operatie was die rondom een Nederlandse nucleair chemicus onder de codenaam Tom, die van begin 1953 tot eind 1959 of begin 1960 bij het Noorse Instituut voor Atoomenergie (IFA) in Kjeller buiten Oslo werkte. In 1953 vroeg de Russische militaire inlichtingendienst GRU of hij hen geheime informatie over dat project wilde leveren, niet wetende dat Tom reeds in contact stond met de BVD. De BVD kon zelf echter niet in geloofwaardige nepinformatie voorzien en daarom werd voor deze operatie een samenwerking aangegaan met de CIA, MI6 en de Noorse inlichtingendienst (NIS).
De CIA leverde daarbij de nepinformatie die Tom via dode brievenbussen overdroeg aan zijn runners van de GRU. In ruil daarvoor kreeg hij bij een ontmoeting vaak 1000,- gulden, die hij vervolgens aan de BVD moest afdragen. Toen Tom steeds slechter aan zijn verplichtingen voldeed rezen er twijfels over zijn betrouwbaarheid en werd de operatie in 1959 beëindigd, mede omdat ook de Noors-Nederlandse samenwerking in Kjeller verzand was en Tom in 1960 elders aan het werk ging. In 2016 kwam uit onderzoek van inlichtingenhistoricus Cees Wiebes naar voren dat Tom hoogstwaarschijnlijk dr. Teunis "Tom" Barendregt (1920-1991) is geweest, broer van de schaker en hoogleraar psychologie Johan Barendregt.
In jaren vijftig en zestig waren minstens tien Nederlandse wetenschappers bereid om op vergelijkbare wijze als dubbelagent voor de BVD op te treden. Naast Tom waren die bekend onder de codenamen Tom 2, Tom 4, Tom 5, Jan, Job, B., Malta, Max, Kreeft en Joost. Volgens interne BVD-evaluaties waren met name de Tom-operaties zeer succesvol, al valt uit het tot nu toe vrijgegeven archiefmateriaal niet op te maken wat de concrete resultaten waren. In elk geval gaven ze de BVD en de buitenlandse partners van de dienst gedetailleerd inzicht in de werkwijze van de Russische inlichtingenofficieren en welke informatiebehoefte de Sovjet-Unie op nucleair gebied had.

### Strijd tegen het communisme

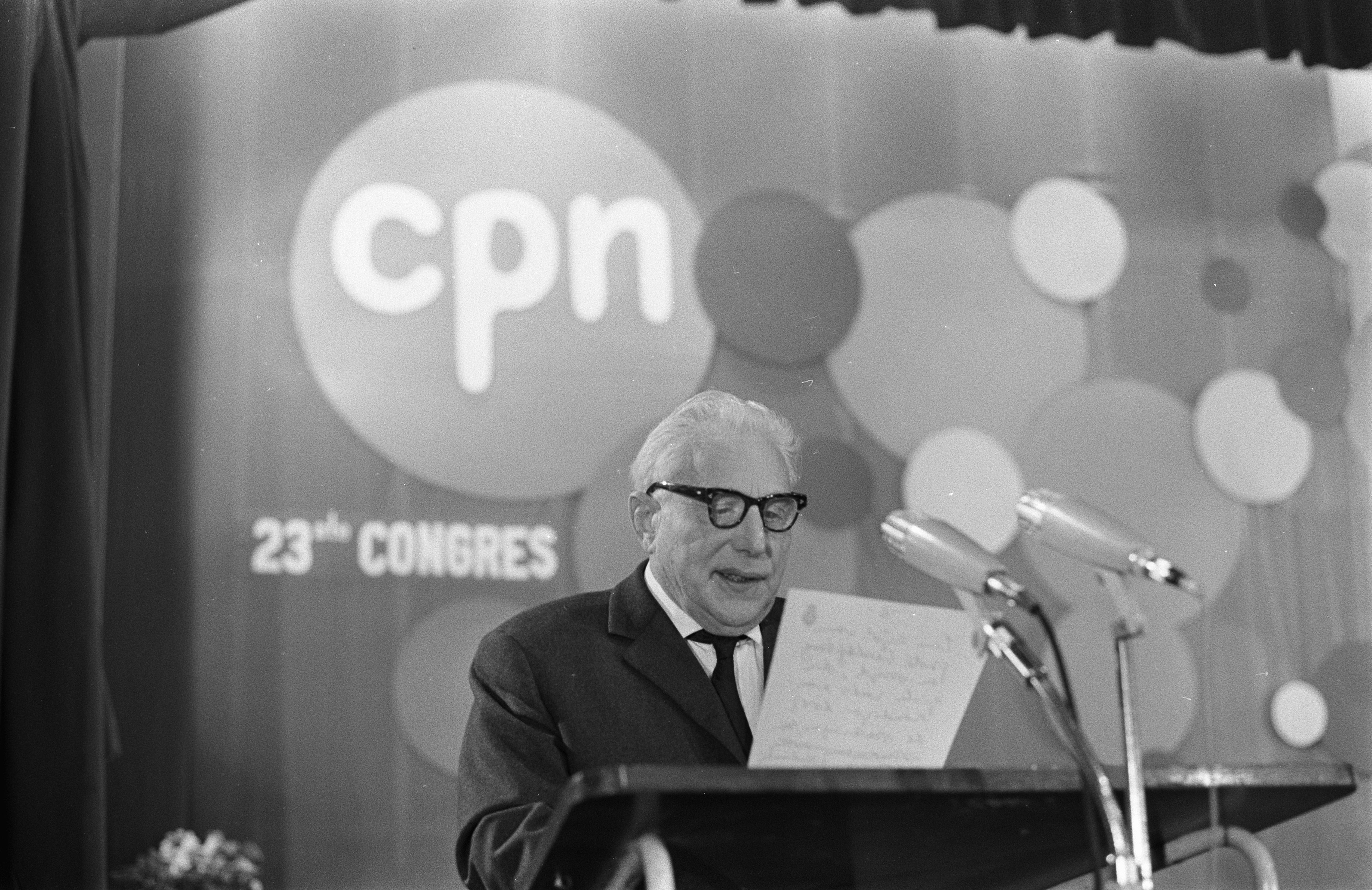
Paul de Groot sprekend op het 23e congres van de CPN in 1970

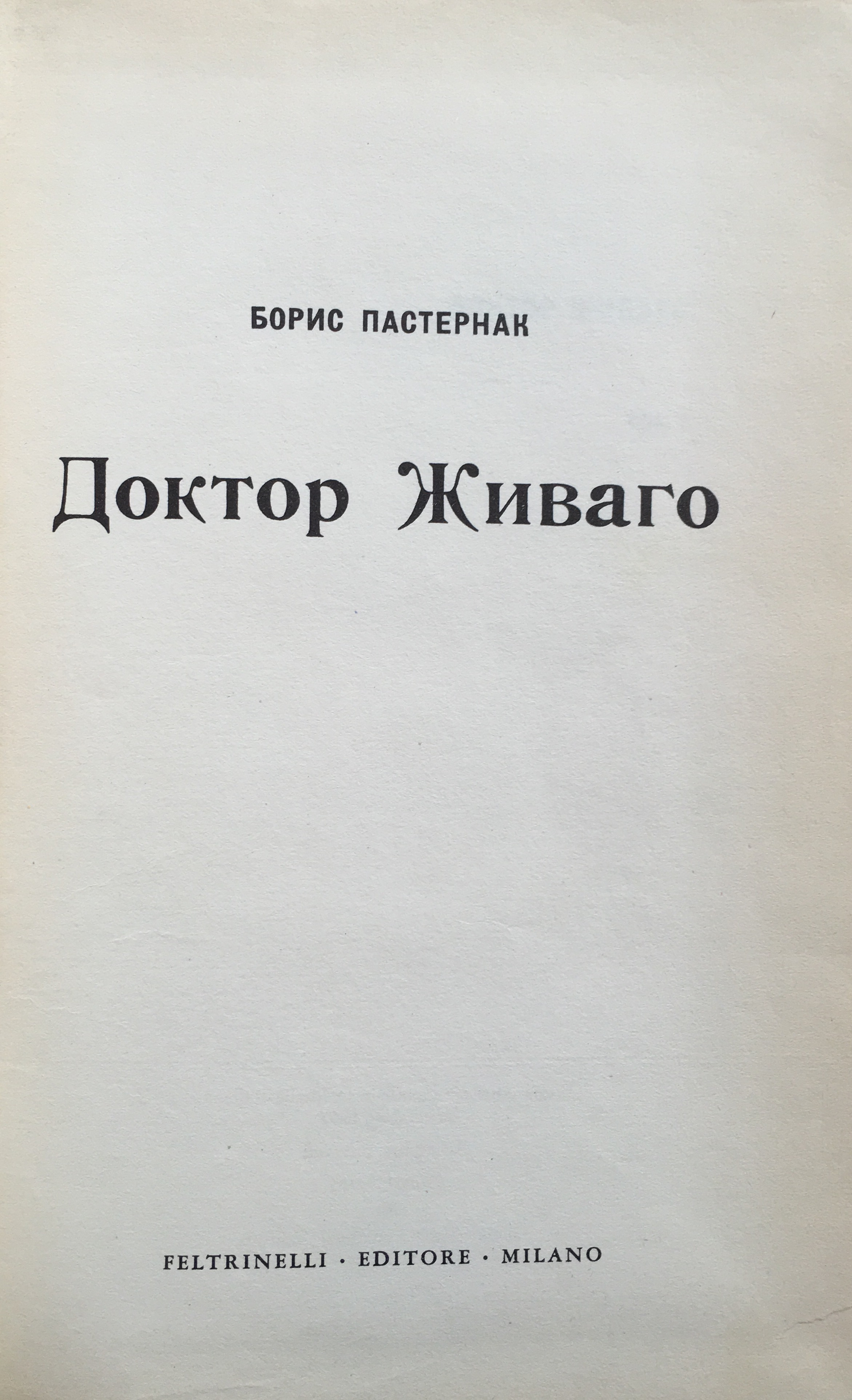
Voorpagina de roman Dokter Zjivago in het Russisch

Gedurende de Koude Oorlog vormde het communisme het belangrijkste aandachtsveld van de BVD, mede doordat dit voor de eerste generatie medewerkers gevoeld werd als een voortzetting van hun eerdere verzetswerk tegen de nazi's, maar ook omdat de dienst hierin gesteund werd door de Verenigde Staten. Achteraf gezien is het communisme voor Nederland vermoedelijk minder bedreigend geweest dan men bij de BVD heeft aangenomen.
Minister-president Drees gaf de dienst in 1951 opdracht de antecedenten na te trekken van ambtenaren die werden verdacht van communistische sympathieën. Ambtenaren was het voortaan verboden lid te zijn van de CPN en aan de partij gelieerde organisaties, waaronder de communistische vakbond Eenheids Vakcentrale (EVC). Het antecedentenonderzoek werd bovendien de standaardprocedure bij het aannemen van nieuwe ambtenaren.
Ook kreeg de BVD opdracht interneringsplannen voor te bereiden. Wanneer de alom gevreesde Derde Wereldoorlog zou uitbreken en Russische troepen voet op Nederlandse bodem zouden zetten, viel niet uit te sluiten dat de communisten in eigen land de zijde van de bezetter kozen, zo redeneerde het kabinet. In 1949 had CPN-leider Paul de Groot nog gewaarschuwd dat de CPN bij een invasie de zijde van de Russen zou kiezen. Onder de codenaam Operatie Diepvries begon de BVD daarom in 1952 een lijst van staatsgevaarlijke personen aan te leggen, waarop hoofdzakelijk communisten stonden. In geval van oorlog, bezetting of grote internationale dreiging dienden deze subversieve elementen onverwijld in de kraag te worden gevat, om vervolgens in kampen geïnterneerd te worden.
In 1956 begon de BVD de meningsverschillen die na de dood van Stalin binnen de CPN waren ontstaan actief aan te wakkeren, wat er toe leidde dat een reeks CPN-kopstukken de partij verliet en verder ging als de Socialistische Werkers Partij (SWP), die feitelijk door de BVD gerund werd (operatie Toekomst). Volgens BVD-historicus Dick Engelen beschikte de veiligheidsdienst begin jaren zestig over ruim 280 agenten in de CPN en aanverwante organisaties.
De BVD was ook betrokken bij de eerste Russische uitgave van de roman Dokter Zjivago van de Russische schrijver Boris Pasternak. Hiervoor kreeg de dienst financiële ondersteuning van de CIA, die er waarschijnlijk op uit was om de Sovjet-leiders hiermee een loer te draaien, aangezien Pasternak nu dankzij de Russische publicatie in aanmerking zou komen voor de Nobelprijs voor Literatuur. Deze opzet slaagde en de roman verscheen in 1958 in Den Haag, waarna Pasternak in datzelfde jaar de Nobelprijs kreeg.
In 1981 gaf de nieuw aangetreden minister van Binnenlandse Zaken Ed van Thijn de opdracht om het uitgebreid volgen van de CPN te staken. De partij was volgens hem allang niet meer staatsgevaarlijk, maar de BVD had grote moeite er mee te stoppen, mede omdat er decennialang was geïnvesteerd in het "opbouwen" van de vele informanten en agenten in de partij. Uiteindelijk besloot diensthoofd Aart Blom, die al in de jaren zestig bedenkingen had bij de grote aandacht voor de CPN, in mei 1987 om alle inlichtingenbronnen binnen die partij af te bouwen en alleen nog via open bronnen haar buitenlandse betrekkingen in de gaten te houden.

#### Operatie Mongool
In 1957 wist BVD-agent Peter Boevé het vertrouwen te winnen van de leiding van de CPN-jongerenorganisatie ANJV en reisde daarvoor naar het Wereldjeugdfestival in Moskou en in 1959 ook naar Peking voor de viering van het tienjarig bestaan van de Volksrepubliek China, dat door de BVD als een steeds groter gevaar werd gezien. Na afloop van deze reizen bracht Boevé uitgebreid verslag uit aan de BVD.

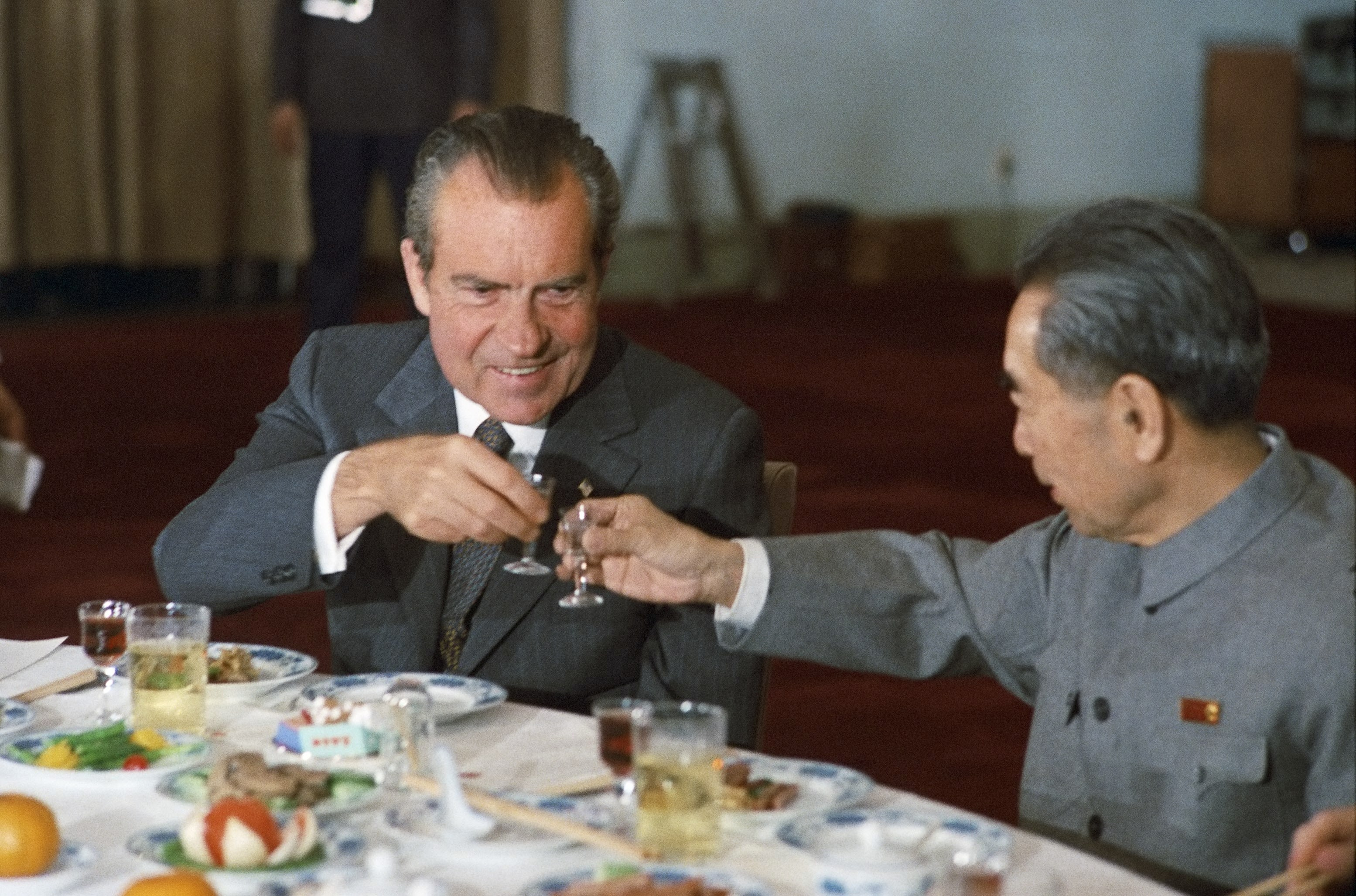
Zhou Enlai met Richard Nixon in 1972

Onder de naam Operatie Mongool wist Boevé (extern onder de schuilnaam Chris Petersen en intern onder de codenaam Sipier) via het heimelijk door de BVD opgezette blad Kameraden (later De Kommunist) het vertrouwen van de Chinese ambassade te winnen. Vervolgens richtte hij in 1970 de Marxistisch-Leninistische Partij Nederland (MLPN) op, een pseudomaoïstische partij waarvan de leiding geheel bestond uit BVD'ers. De bedoeling hiervan was de aanhang van de maoïsten in Nederland te peilen en de financiële steun van China voor de Europese maoïstische partijen af te romen. Vanaf 1966 was Boevé ook een graag geziene gast in het Albanië van dictator Enver Hoxha, dat als enige Europese land op de hand van China was.
In 1968 reisde Peter Boevé opnieuw naar China, waar hij de hand van Mao Zedong schudde en contact aanknoopte met premier Zhou Enlai, aan wie hij liet blijken dat de Verenigde Staten wel interesse hadden in een betere verhouding met China (waarbij de Chinezen geen idee hadden dat Boevé een agent van de BVD was). Mogelijk droeg dit bij aan het bezoek dat president Nixon in 1972 aan China bracht, maar in elk geval leverde de informatie van Boevé de BVD veel aanzien op bij buitenlandse partners. In 1988 werd operatie Mongool beëindigd en werd Boevé voor het eerst ontvangen op het hoofdkantoor van de BVD, vanwaaruit hij al die jaren was aangestuurd.

#### De vredesbeweging

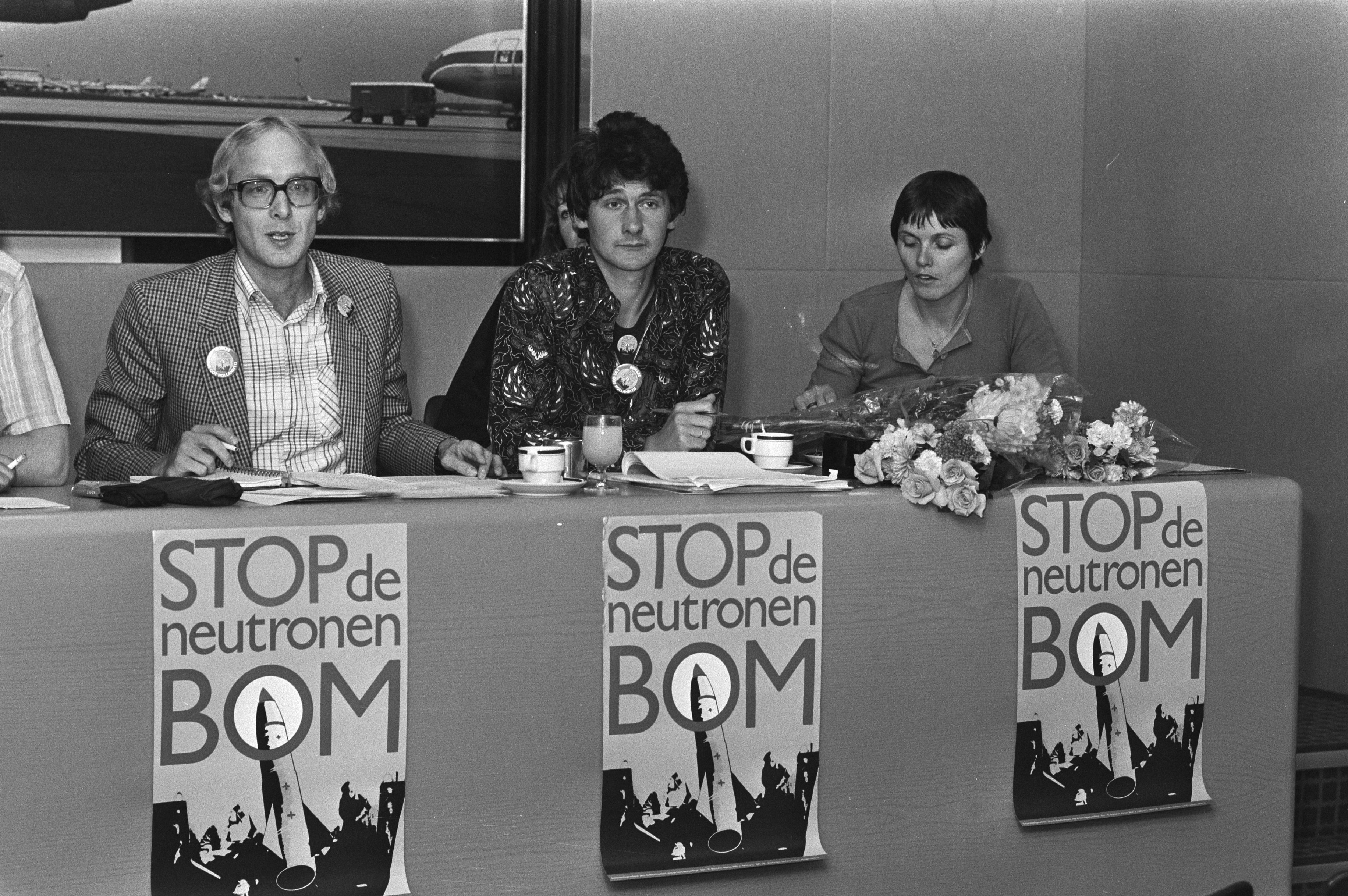
Delegatie van "Stop de neutronenbom, stop kernwapenwedloop" na een bezoek aan het Vredescomité in de Sovjet-Unie

Omdat de Nederlandse vredesbeweging als geheel geen bedreiging voor de nationale veiligheid vormde, mocht de BVD daar geen onderzoek naar doen. Wel deed de dienst, op basis van de "aspectentheorie", onderzoek naar onderdelen die wel bedreigend konden zijn. Zodoende gaf VVD-minister van Binnenlandse Zaken Hans Wiegel in februari 1981 opdracht om een rapport op te stellen over buitenlandse beïnvloeding van de Nederlandse vredesbeweging. Al in 1977 had de BVD interesse gekregen voor de vredesbeweging, toen de Sovjet-Unie via de Wereldvredesraad een internationale campagne tegen de neutronenbom initieerde.
De strijd tegen de neutronenbom werd met name gevoerd door het Interkerkelijk Vredesberaad (IKV) en het actiecomité Stop de Neutronenbom, dat door de CPN gedomineerd werd. Eveneens hierbij betrokken was de vereniging Christenen voor het Socialisme (CVS) dat nauwe banden onderhield met de DDR. Op instigatie van Moskou werd op 18 maart 1978 een internationaal forum in de RAI gehouden, gevolgd door een demonstratie waarin zo'n 50.000 mensen meeliepen. Niet lang daarna zag de Amerikaanse president Carter af van de neutronenbom.
De BVD heeft nooit concreet bewijs gevonden dat het comité Stop de Neutronenbom ook financiële steun uit de Sovjet-Unie kreeg, wel dat via bepaalde standpunten de Nederlandse publieke opinie vanuit het Oostblok gemanipuleerd werd. Het als "vertrouwelijk" gerubriceerde rapport dat de BVD in 1981 hierover schreef, getiteld Een verhulde factor in de kernwapendiscussie, lekte echter al snel uit en werd in november 1982 op de Duitse en de Nederlandse televisie getoond en geciteerd.

#### Oud-verzetsstrijders
In 2024 publiceerde Het Parool de resultaten van een onderzoek waaruit bleek dat Stichting 1940-1945 decennialang privégegevens en medische dossiers doorgaf aan de BVD. Van de 65 onderzochte dossiers van voornamelijk linkse verzetsstrijders bevatte ruim driekwart informatie die direct afkomstig was van Stichting 1940-1945.

### Nieuwe aandachtsgebieden

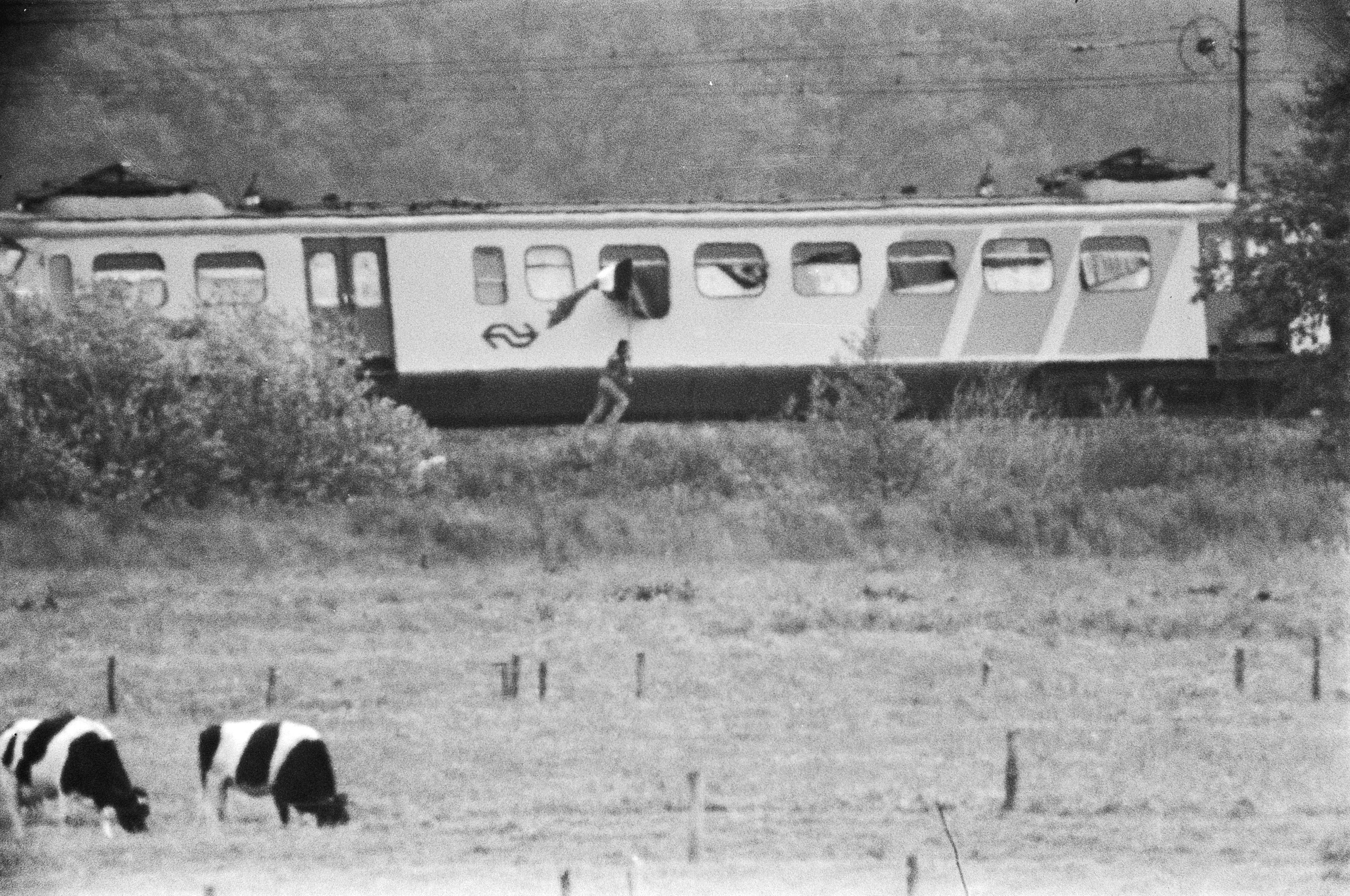
De treinkaping bij De Punt in 1977

In de jaren zeventig begon de BVD zich ook op gewelddadige groeperingen in Nederland te richten, met name op Zuid-Molukkers, maar wist noch de treinkaping in 1975 bij Wijster, noch de kaping bij De Punt en een gijzeling in een lagere school in Bovensmilde in 1977 te voorkomen. Diensthoofd Pieter de Haan gaf later toe dat de BVD hier gefaald had. Desondanks zou het nog tot 1985 duren voordat de dienst een aparte afdeling voor antiterrorisme kreeg. In de jaren zeventig en tachtig ging de BVD zich, enigszins tegen wil en dank, ook bezighouden met het radicalere deel van de kraakbeweging, die op zijn beurt de BVD in het vizier nam via groepen als Onkruit en Buro Jansen & Janssen.

#### Internationale wapenhandel
Daarnaast hield de BVD de internationale wapenhandel in het oog, met name om de verspreiding van massavernietigingswapens tegen te gaan. Een bekende zaak op dit gebied is die van de Pakistaanse onderzoeker Abdul Qadir Khan die in Nederland geheime informatie over de ultracentifuges van URENCO verzamelde. Zijn collega Frits Veerman meldde dit bij de BVD, die hem echter afwimpelde. Premier Ruud Lubbers gaf later aan dat de BVD de activiteiten van Khan met opzet heeft laten doorgaan op verzoek van Amerikaanse inlichtingendiensten. Mogelijk wilden de Amerikanen dat Pakistan, als bolwerk tegen het communisme, een kernwapen kreeg. Later werd de informatie verder geëxporteerd, onder meer naar Iran en Noord Korea, die zo ook de kennis kregen om potentieel kernwapens te kunnen fabriceren. De BVD en later de AIVD hebben Veerman nog lang achtervolgd omdat hij zijn mond niet wilde houden, terwijl Kahn gesteund werd, o.a door BVD-hoofd Arthur Docters van Leeuwen.

#### Georganiseerde misdaad
Na de val van het IJzeren Gordijn in 1989 en de ineenstorting van het communisme wilde Docters van Leeuwen, naast contraspionage en het bestrijden van terrorisme en extremisme, ook aandacht gaan besteden aan de georganiseerde misdaad. Dit stuitte zowel intern als extern op weerstand met als uitkomst dat de BVD zich diende te concentreren op corruptie en aantasting van de integriteit van het openbaar bestuur. Na zijn politie-ervaring met de IRT-affaire staakte diensthoofd Sybrand van Hulst de bestrijding van georganiseerde misdaad.
Deze koerswijziging was moeizaam voor de oudgedienden, maar werd gesteund door de jongere generatie en veelal academisch opgeleide medewerkers.
In deze periode pleegde de binnenlandse terroristische groep RaRa gelijktijdig aanslagen op het woonhuis van staatssecretaris Aad Kosto, en op het ministerie van sociale zaken (1991). In 1993 volgde een RaRa-aanslag op het ministerie van binnenlandse zaken. De aanslagen konden niet worden opgelost. De moordaanslag op Pim Fortuyn in mei 2002 had de BVD niet zien aankomen, waarna de dienst in de nieuwe Wiv 2002 expliciet een taak op dit gebied kreeg.

#### Jihadistisch terrorisme
Na de aanslagen op 11 september 2001 in de Verenigde Staten en die in maart 2004 in Madrid en in juli 2005 in Londen werd het jihadistische terrorisme een steeds belangrijker aandachtsgebied voor de BVD en later de AIVD. Over de terroristische dreiging begon de BVD vanaf 1998 openbare themarapporten uit te brengen, die in de buitenwereld pas gaandeweg op waardering konden rekenen. Voor de aanpak van terrorisme ontwikkelde de BVD een "brede benadering" waarbij het er om gaat om iemands radicalisering zo vroeg mogelijk te onderkennen zodat minder zware maatregelen nodig zijn dan wanneer er al een acute dreiging is. Deze methode wordt niet alleen in Nederland gehanteerd maar kreeg ook navolging in het buitenland.

### Surinamers in de Bijlmer
Blijkens rapporten die in 2017 werden opgevraagd door Het Parool, hield de BVD in de jaren zeventig, tachtig en negentig de Surinaamse gemeenschap in de Bijlmer in de gaten. Een grote groep Surinamers die in de jaren zeventig naar de Bijlmer, en met name naar de kraakflat Gliphoeve, waren gekomen hadden tot zorgen geleid. Op verzoek van de BVD deed de Amsterdamse Politie Inlichtingendienst onderzoek, maar concludeerde in 1979 dat de zaak onder controle was en dat van de Surinamers geen gevaar van betekenis uitging.
Na de staatsgreep van Desi Bouterse in 1980 hield de BVD verschillende bijeenkomsten in de Bijlmer in de gaten en ving geluiden op over meer en minder serieuze plannen voor een tegencoup. In 1983 kreeg de dienst een tip over een geheime wapenopslagplaats. In 1996 uitte de verantwoordelijke politiecommissaris zijn zorgen over de polarisatie in de stadsdeelraad, aangewakkerd door zwarte deelraadsleden en ambtenaren onder de naam Zwart Beraad. Na onderzoek concludeerde de BVD in 1997 dat er geen enkel bewijs was voor een vermeende inmenging door Bouterse en evenmin van een gevaar voor de democratische rechtsorde. Wel constateerde de dienst wantrouwen tussen de etnische groepen, financieel wanbeleid en belangenverstrengeling.

### Margarita en Mabel Wisse Smit
Kort na het jaar 2000 voerde de BVD enkele onderzoeken met betrekking tot het Nederlandse koningshuis en de koninklijke familie uit, dit vanuit de al dan niet terechte gedachte dat dit onder "gewichtige belangen van de staat" viel.
De eerste kwestie speelde begin 2000, toen de BVD op verzoek van de directeur van het Kabinet der Koningin KdK, toen Felix Rhodius, maar zonder medeweten van de verantwoordelijke minister een onderzoek naar Edwin de Roy van Zuydewijn instelde, de partner van Prinses Margarita. Het rapport hierover werd aan Rhodius verstrekt, die het ter inzage gaf aan Margarita's vader Carlos Hugo, haar broer Carlos, en haar grootvader Prins Bernhard. Het betrof hier een vooronderzoek waarbij de BVD alleen een eenvoudige naslag pleegde en geen bijzondere inlichtingenmiddelen inzette. Toen dit in 2003 aan het licht kwam, werd de gang van zaken door minister-president Balkenende verdedigd, maar plaatste hij het Kabinet der Koningin onder zijn directe controle.
Een tweede kwestie betrof Mabel Wisse Smit, naar wie de BVD in 2003 een kort veiligheidsonderzoek instelde voorafgaand aan haar voorgenomen huwelijk met prins Friso. Hieruit kwam naar voren dat zij contact had gehad met de drugscrimineel Klaas Bruinsma. In augustus van dat jaar meldde de dienst aan de toenmalige minister-president Wim Kok dat zij enige oppervlakkige zeilcontacten heeft gehad met de heer Bruinsma, waardoor Kok destijds geen reden zag tot ingrijpen. Aangezien over een vriendschap van een studente met Bruinsma nooit was gepubliceerd en er ook geen stukken in de archieven lagen, kon de dienst geen bezwaren vinden tegen Mabels aanwezigheid in de omgeving van de Koningin.

## Trivia
- In 1999 werkte de BVD mee aan de dramaserie De geheime dienst, die door de VARA werd uitgezonden. De BVD gaf hierbij algemene informatie over hoe de dienst te werk ging, zodat de serie een goed beeld zou geven.[72]